# Rasmus und der Landstreicher
Rasmus und der Landstreicher ist ein im Schweden der 1920er Jahre spielender Roman von Astrid Lindgren, der im Jahre 1956 unter dem schwedischen Originaltitel Rasmus på luffen erschien. Er handelt von einem neunjährigen Waisenjungen, der aus Sehnsucht nach eigenen Eltern aus dem Waisenhaus wegläuft und auf einen Landstreicher trifft, der, wie sich am Ende herausstellt, verheirateter Kleinbauer ist und den Jungen schließlich adoptiert.

## Inhaltsangabe
Rasmus wächst im Waisenhaus von Västerhaga auf, immer in der Hoffnung, dass er eines Tages von liebevollen Eltern adoptiert werden wird. Wenn die potenziellen Adoptiveltern ins Heim kommen, müssen alle Kinder frisch gewaschen und mit gebügelter Wäsche dastehen. Doch gerade an einem solchen Tag geht Rasmus alles schief: Morgens überschüttet er versehentlich die Vorsteherin des Waisenhauses mit Wasser, und die Leute, die ein Kind adoptieren wollen, nehmen ein Mädchen mit blonden Locken. „Eltern, die ins Waisenhaus kommen, suchen sich immer nur Mädchen mit Locken aus“, muss Rasmus seinem besten Freund Gunnar zustimmen. Da beschließt der Neunjährige, sein Schicksal in die eigene Hand zu nehmen und sich selber Eltern zu suchen: Leute, die einen Jungen mit glattem Haar haben wollen. Er hat dabei so seine Vorstellungen: Hübsch, reich und freundlich sollten sie sein. Also reißt er in der nächsten Nacht aus dem Waisenhaus aus.
In dem Schuppen, in dem er übernachtet, trifft er auf den Landstreicher Oskar, der sich selbst „Gottes Zaunkönig“ nennt. Dieser erweist sich als ein liebenswerter und hilfsbereiter Mensch, mit dem Rasmus spannende und gefährliche Abenteuer erlebt. So begegnen sie dem Gaunerpaar Lif und Liander, die von Rasmus und Oskar in ihren kriminellen Machenschaften gestört werden. Ganz nebenbei muss Oskar bei der Polizei offenbaren, dass er nur im schwedischen Sommer ein Landstreicher und ansonsten ein ziemlich braver Häusler ist, und er nimmt Rasmus mit zu sich nach Hause, wo Oskars Ehefrau auf ihn wartet. So findet Rasmus wunderbare Eltern ganz abseits von dem, was er erwartet hatte. Er bekommt eine junge Katze geschenkt und schließlich wird Gunnar, sein bester Freund aus dem Kinderheim, von den Nachbarsleuten adoptiert.

## Interpretation
Der Roman beschreibt die Sehnsucht eines familienlosen Kindes nach einer heilen Familie, die es sich in seiner Phantasie ausmalt. Als das erhoffte Ereignis eintritt, dass der junge Protagonist tatsächlich eine Familie findet, stellt sich diese wesentlich normaler als in seinen Träumen dar, dafür jedoch liebevoller und realitätsbezogener.
Obwohl es in Rasmus' Welt nicht an beängstigenden, traurigen oder gar bedrückenden Dingen fehlt, ist es doch eine Welt, die vom Blick eines Kindes geprägt ist, welches in allen Erscheinungen, ob Mensch oder Natur, zunächst das Schöne sieht und das Gute voraussetzt. Rasmus bezieht Oskar in seine Träume ein und obwohl Oskar kein reicher Kaufmann ist, so ist er doch ein Mensch, wie ihn sich jedes Kind als Vater wünscht: Er ist herzlich, gutmütig, offenherzig und humorvoll. So kann Rasmus ihn schließlich als „hübsch“ ansehen.
Oskar erscheint als ein Mann, der in seinem Herzen ein Kind geblieben ist. Interpretatoren führen dies darauf zurück, dass die Schriftstellerin selbst sich ihre Kindheit für immer bewahrt hat.

„Viel hilft viel, sprach der Bauer, sprang in sein Bett und brach durch.“

## Hintergrund
Das Buch basiert auf einem Drehbuch für eine Hörspielserie von Astrid Lindgren, das 1955 bei Sveriges Radio ausgestrahlt wurde. Im selben Jahr wurde der Film Rasmus und der Vagabund, der auf dem Drehbuch basiert, veröffentlicht. Das Drehbuch wurde 1956 zu einem Roman umgeschrieben, welcher 1956 unter dem Namen Rasmus und der Landstreicher (schwedisch Rasmus på luffen) veröffentlicht wurde. Die schwedische Originalausgabe illustrierte Eric Palmquist, die deutsche Ausgabe wurde von Horst Lemke illustriert. Thyra Dohrenburg übersetzte die Geschichte aus dem Schwedischen ins Deutsche.

## Filme
- Rasmus und der Vagabund: Film von Rolf Husberg (1955)
- Erazem in potepuh, Slowenien, 1971: Fernsehserie von Staš Potočnik
- Rasmus-brodyaga, Soviet Union, 1978: Fernsehserie von Mariya Muat
- Rasmus und der Vagabund: Verfilmung von Olle Hellbom (1981)[2]

## Ausgaben
- Astrid Lindgren: Rasmus und der Landstreicher. Illustriert von Horst Lemke und Katrin Engelking, übersetzt von Thyra Dohrenburg. Oetinger Verlag, Hamburg 2008, ISBN 978-3-7891-4165-2.
- Original: Rasmus på luffen. 1956.